# Snapster
Snapster — бесплатное приложение, выпущенное социальной сетью ВКонтакте для работы с фотографиями.
Это приложение для обмена фотографиями с элементами социальной сети, позволяющее делать фотографии, применять к ним разные фильтры и распространять их через свой сервис и некоторые другие социальные сети.  Приложение совместимо с устройствами iPhone, iPad и iPod Touch с iOS 7.1 и выше, а также с телефонами Android 4.1 и выше, распространяемыми через торговые площадки App Store и Google Play. В сентябре 2017 года проект закрыли.

## История
- 17 июля 2015 года — первый релиз приложения;
- 1 августа 2015 года в App Store стала доступна версия 1.0.1, в которой был ряд новых функций;[2]
- 12 августа 2015 года в App Store вышла версия 1.0.2, всего лишь с одной новой функцией;[3]
- 16 сентября 2015 года в App Store стала доступна версия 1.1.0;
- 2 ноября 2015 года в App Store стала доступна версия 1.1.1;
- 4 ноября 2015 года в App Store стала доступна версия 1.1.2;
- 22 марта 2016 в App Store стала доступна версия 2.0;
- 19 апреля 2016 в App Store стала доступна версия 2.0.1;
- 4 мая 2016 в App Store стала доступна версия 2.1.0;
- 5 июня 2016 в App Store стала доступна версия 2.2.0;
- В июне 2016 года Snapster вошло в топ лучших российских приложений по версии Google Play;[4]
- В сентябре 2017 года создатели сервиса объявили о закрытии проекта.[5]

## Критика
Свой комментарий по поводу Snapster оставил основатель и бывший генеральный директор ВКонтакте Павел Дуров.
Ещё несколько дней назад я рукоплескал новому продукту «ВКонтакте» и был намерен публиковать все новые снимки через него. Сегодня, несмотря на историческую нелюбовь к Фейсбуку, я принял решение продолжать вести страницу в Инстаграме. Думаю, так же поступят другие лидеры мнений после новости о блокировании ссылок на Инстаграм из «ВКонтакте».Павел Дуров

## Конкуренты
Сразу после публикации первого релиза приложения Snapster, СМИ назвали главным конкурентом известный всему миру Instagram, которым владеет мировой гигант Facebook.

## Функции и возможности

### Версия 1.0.0
- Обрабатывать фотографии, используя основные фильтры приложения;
- Улучшать свои снимки с помощью продвинутого фоторедактора;
- Создавать фильтры и добавлять фильтры пользователей в свою коллекцию;
- Отправлять фотографии своим друзьям;
- Задавать таймер для самоуничтожения отправленных снимков;
- Делиться фотографиями во ВКонтакте, Facebook, Twitter и Instagram;
- Оценивать фотографии и писать комментарии.

### Версия 1.0.1
- Интенсивность применения фильтров — при повторном клике на выбранный фильтр или на область фотографии появляется слайдер, которым можно регулировать силу применения фильтра;
- Только фото из Snapster — данная функция позволяет скрывать из вашей ленты фотографии, сделанные не из Snapster;
- Настройка публикации фотографий только в Snapster — теперь экспорт во ВКонтакте необязателен и при желании его можно отключить во время публикации фотографии;
- Обновлены существующие фильтры и добавлены новые — теперь они гораздо лучше ложатся на снимки с лицами.

### Версия 1.0.2
- Добавлена возможность публиковать фотографии в горизонтальной ориентации — через кадрирование или при создании снимка в горизонтальном положении устройства.

### Версия 1.1.0
- Главные нововведения этого обновления связаны с выбором фотографий. Теперь можно выбирать фотографии из альбомов или загружать снимки из iCloud. Также для удобства добавили кадрирование снимка при выборе и возможность публикации фотографий в формате 3:4;
- Описание к фотографии и местоположение теперь можно редактировать после публикации;
- Для создания особого настроения попробуйте новый инструмент редактирования фотографий — «эффект шума»;
- Все обработанные в Snapster фотографии теперь будут сохраняться в отдельном альбоме на Вашем устройстве;
- Эта версия полностью совместима с iOS 9;
- Другие исправления и улучшения.

### Версия 1.1.1
- Поддержка 3D Touch iPhone 6S/6S Plus;
- Исправлены ошибки и улучшена производительность.

### Версия 1.1.2
- Исправлена проблема из-за которой приложение не запускалось на iPhone 4S/5 под iOS 9.1.

### Версия 2.0
- Делиться фотографиями и общаться с другими людьми;
- Создавать приватные или публичные комнаты;
- Приглашать других авторов для публикации в Ваших комнатах;
- Искать интересные комнаты и подписываться на них;
- Узнавать, в каких комнатах состоят Ваши друзья;
- Получать мгновенные уведомления о новых снимках.

### Версия 2.0.1
- Расширили полномочия: создатели и администраторы комнат могут удалять фотографии и комментарии участников.
- Навели порядок: при отклонении приглашения в комнату можно заблокировать назойливого человека, а в настройках — разрешить приглашать только друзьям.
- Улучшили распространение: появилась возможность получить прямую ссылку на фотографию и копировать любые ссылки в приложении, используя долгое нажатие.
- Доработали интерфейс: панель навигации видна на большинстве экранов — можно перейти в соседний раздел или вернуться в начало; в настройках можно отключить звук о новых фотографиях.
- Увеличили скорость: комнаты открываются быстрее, фотографии отправляются молниеносно.
- Повысили стабильность: исправили множество багов, а владельцы iPad больше не испытывают проблем с авторизацией через приложение VK.

### Версия 2.1.0
- Обновили дизайн профилей.
- Добавили возможность выбора коротких адресов комнат.
- Разрешили приглашать друзей из ВКонтакте в комнаты.

### Версия 2.2.0
- Добавили предложенные материалы. Теперь Вы сможете предлагать свои снимки даже в те комнаты, где не являетесь автором. Администраторы примут или отклонят Ваш материал, а Вы получите уведомление.

- Обновили дизайн ленты. Перегруппировали элементы, сделали их крупнее и доступнее. Добавили счётчики просмотров для фотографий.

- И, конечно, исправили множество багов.

### Версия 3.0
В Snapster отключили социальные функции, но сохранили возможности фоторедактора.